# 西山口駅
西山口駅（にしやまぐちえき）は、和歌山県紀の川市貴志川町長山にある和歌山電鐵貴志川線の駅。駅番号は12。
長山団地への入り口駅となっている。

## 歴史
- 1933年（昭和8年）8月18日：和歌山鉄道が伊太祁曽駅から貴志駅までを延伸させたのに伴い開業。
- 1957年（昭和32年）11月1日：和歌山電気軌道との合併により同社鉄道線の駅となる。
- 1961年（昭和36年）11月1日：南海電気鉄道との合併により同社貴志川線の駅となる。
- 1996年（平成8年）：駅舎を撤去。
- 2006年（平成18年）4月1日：和歌山電鐵への継承により同社貴志川線の駅となる。

## 駅構造
単式ホーム1面1線を持ち、列車同士の行き違いができない地上駅。当駅の駅舎は1996年（平成8年）に撤去され、設備としては線路の北側に設けられたホームとその上の上屋があるのみである。ホームと外との連絡はホームの和歌山側の端にある、数段の階段で行う。
無人駅で、自動券売機や自動改札機などは設置されておらず、スルッとKANSAI対応のカードも使用できない。

## 利用状況
2020年（令和2年）度の調査結果では、1日平均乗降人員は198人である。
各年度の1日平均乗降人員は下記の通り。
| 年度   | 1日平均 乗降人員 |
| ------ | ---------------- |
| 1980年 | 191              |
| 1985年 | 215              |
| 1990年 | 280              |
| 1995年 | 372              |
| 2000年 | 192              |
| 2001年 | 192              |
| 2002年 | 203              |
| 2003年 | 180              |
| 2004年 | 174              |
| 2005年 | 195              |
| 2006年 | 430              |
| 2007年 | 429              |
| 2008年 | 335              |
| 2009年 | 331              |
| 2010年 | 332              |
| 2011年 | 334              |
| 2012年 | 329              |
| 2013年 | 351              |
| 2014年 | 349              |
| 2015年 | 308              |
| 2016年 | 293              |
| 2017年 | 290              |
| 2018年 | 279              |
| 2019年 | 266              |
| 2020年 | 198              |

## 駅周辺
貴志行きの列車が大池遊園駅を出るとやがて和歌山県道13号線に合流し、当駅に着く。大池遊園駅との距離はわずか800 mである。貴志行きの列車は当駅を出てもしばらく県道と併走するが、甘露寺前駅の少し前で離れてしまう。
当駅から県道をはさんですぐの所には長山団地が広がっている。当駅はその玄関口でもある。ラッシュ時などは長山団地から和歌山方面へ通う多数の人々が、当駅を利用する。
なお駅名の「西山口」というのは、駅から1 Km以上北にある西山集落への入り口という意味である。西山は150世帯ほどの集落で、当駅附近から道が伸びているが、今では当駅は西山への入り口駅というより前述の長山団地への入り口駅となっている。
- 貴志川長山団地
- 長山郵便局
- 鳩羽山
- 和歌山県道13号和歌山橋本線
- 紀の川市地域巡回バス「西山口駅前」停留所 - 西貴志コース
- 紀の川コミュニティバス「西山口」停留所

## 隣の駅
和歌山電鐵
■貴志川線
大池遊園駅 (11) - 西山口駅 (12) - 甘露寺前駅 (13)
- （）内は駅番号を示す。